# بروک شیلدز
بروک کریستا شیلدز (به انگلیسی: Brooke Christa Shields) (زاده ۳۱ مه ۱۹۶۵) بازیگر و مدل آمریکایی است. او ابتدا یک مدل کودک بود و در سن ۱۲ سالگی برای ایفای نقش اصلی در فیلم بچه خوشگل (۱۹۷۸) ساخته لویی مال مورد تحسین منتقدان قرار گرفت. او تا اواخر نوجوانی خود به فعالیت در صنعت مدلینگ ادامه داد و همچنین در چندین فیلم درام در دهه ۱۹۸۰ از جمله مرداب آبی (۱۹۸۰) و عشق بی‌پایان (۱۹۸۱) اثر فرانکو زفیرلی بازی کرد.
در سال ۱۹۸۳، شیلدز حرفه خود را به عنوان یک مدل موقتاً کنار گذاشت تا در دانشگاه پرینستون تحصیل کند، جایی که او با مدرک لیسانس در رشته زبان‌های رومی فارغ‌التحصیل شد. در دهه ۱۹۹۰، شیلدز به بازیگری بازگشت و در نقش‌های فرعی در فیلم‌ها ظاهر شد. او همچنین در سریال‌های ان‌بی‌سی، ناگهان سوزان (۲۰۰۰–۱۹۹۶)، که برای آن دو نامزدی گلدن گلوب دریافت کرد، رژ لب جنگل (۲۰۰۹–۲۰۰۸) و در فصل هفدهم نظم و قانون: واحد قربانیان ویژه (۲۰۱۷) ایفای نقش کرده‌است.

## زندگی شخصی

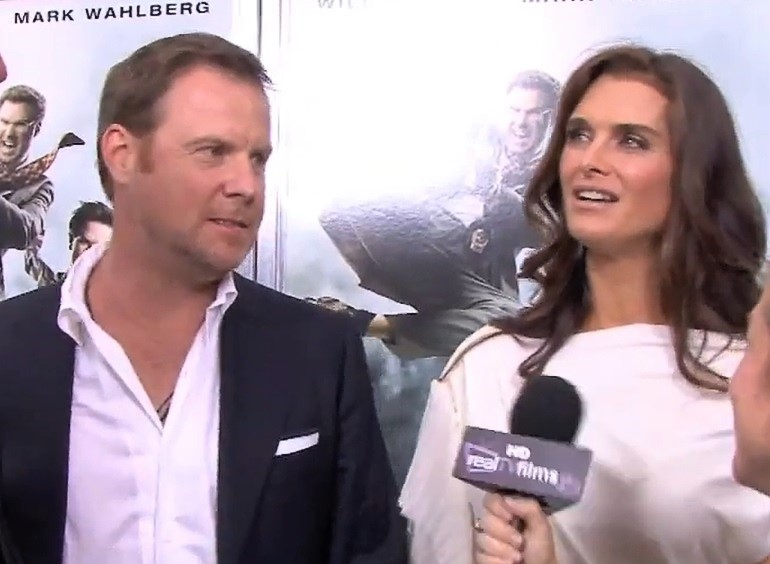
شیلدز (راست) با همسرش کریس هنچی در سال ۲۰۱۰

او در کودکی با مادرش در آپر ایست ساید زندگی کرد.
در ژوئن ۲۰۰۹، شیلدز گفت که او در سن ۲۲ سالگی بکارت خود را به بازیگر، دین کین از دست داد، زمانی که آنها در پرینستون قرار ملاقات داشتند؛ او گفته‌است که اگر ذهنیت بهتری از خود داشت، این اتفاق زودتر می‌افتاد.
شیلدز دو بار ازدواج کرده‌است. از سال ۱۹۹۷ تا ۱۹۹۹ با تنیسور، آندره آغاسی ازدواج کرد. این زوج از سال ۱۹۹۳ با هم بودند. پس از طلاق او از آغاسی، او در سال ۲۰۰۱ با نویسنده تلویزیونی، کریس هنچی ازدواج کرد، پس از اینکه آنها از طریق دوستان مشترک در سال ۱۹۹۹ با هم آشنا شدند. آنها دو دختر دارند، و در گرینیچ ویلج، نیویورک زندگی می‌کنند.

### رابطه با مایکل جکسون
در ۷ ژوئیه ۲۰۰۹، شیلدز در مراسم یادبود مایکل جکسون سخنرانی کرد. او در آن سخنرانی گفت که اولین بار جکسون را در ۱۳ سالگی ملاقات کرده‌است و آن دو بلافاصله با هم دوست شدند. شیلدز گفت:
یادمه اون زمانی که همدیگر را دیدیم و هر دفعه که با هم وقت می‌گذراندیم و هر وقت با هم بیرون بودیم، معمولاً چیزی شبیه «یک کاپل عجیب و غریب» یا «یک جفت غیرقابل باور» از ما عنوان می‌شد. اما برای ما این طبیعی‌ترین و راحت‌ترین رابطه دوستانه بود… مایکل همیشه می‌دانست که می‌تواند روی من حساب کند که از او حمایت کنم یا قرار ملاقات او باشم و مهم نبود که کجا بودیم، به ما خوش می‌گذشت. ما به هم علاقه داشتیم… هر دوی ما خیلی زود نیاز داشتیم که بالغ شویم، اما اون زمان که ما با هم بودیم، دو تا بچه بودیم که خوش می‌گذراندیم.
شیلدز در سخنرانی خود داستان‌هایی را به اشتراک می‌گذارد، از جمله مناسبتی که در آن او همراه جکسون برای یکی از عروسی‌های الیزابت تیلور بوده‌است، و این جفت مخفیانه وارد اتاق تیلور شدند تا نگاهی به لباس او داشته باشند، اما متوجه شدند که تیلور در رختخواب خوابیده‌است. شیلدز با ناراحتی به خاطرات زیادی که او و جکسون باهم داشتند و یک شوخی جزئی در مورد دستکش‌های پولکی معروف او و همچنین به ترانه لبخند از چارلی چاپلین که آهنگ مورد علاقه جکسون بود اشاره می‌کند.
جکسون در مصاحبه‌اش در سال ۱۹۹۳ با اپرا وینفری بیان می‌کند که در آن زمان با شیلدز قرار می‌گذاشته‌است. شیلدز نیز اظهار داشته‌است که جکسون بارها از او خواسته که با او ازدواج کند و همچنین یک فرزند را با هم به فرزندخواندگی بپذیرند.
جکسون در گفتگو با ربی شمولی بوتیک در سال ۲۰۰۱، دربارهٔ شیلدز گفت:
یکی از عشق‌های زندگی من بود. فکر می‌کنم او مرا به همان اندازه دوست داشت که من او را دوست داشتم، می‌دانید؟ ما خیلی قرار گذاشتیم، خیلی بیرون رفتیم. عکس‌های او روی دیوار من، آینه من، همه‌چیز بود. و من با دایانا راس به مراسم اسکار رفتم و این دختر به سمت من می‌آید و می‌گوید: «سلام، من بروک شیلدز هستم.» سپس می‌گوید، «آیا به افتر پارتی میاین؟» من در ادامه میگم: «آره.» «خوب، من شما را در مهمانی می‌بینم.» من در ادامه: «اوه خدای من، آیا می‌داند که [عکس‌های] او در همه‌جای اتاق من است؟» سپس ما به افتر پارتی می‌رویم. او به سمت من می‌آید و می‌گوید: «با من می‌رقصی؟» من: «بله. می‌خواهم با شما برقصم.» ببین؛ ما به هم شماره‌ها رو دادیم و من تمام شب را بیدار بودم، آواز می‌خواندم، دور اتاقم می‌چرخیدم، خیلی خوشحال بودم. عالی بود.

## فیلم‌شناسی

### فیلم
| سال  | عنوان                     | نقش               | یادداشت‌ها         |
| ---- | ------------------------- | ----------------- | ----------------- |
| ۱۹۷۸ | بچه خوشگل                 | وایولت            |                   |
| ۱۹۷۸ | پادشاه کولی‌ها             | تیتا              |                   |
| ۱۹۸۰ | مرداب آبی                 | امیلین لسترنج     |                   |
| ۱۹۸۱ | عشق بی‌پایان               | جِید باترفیلد      |                   |
| ۱۹۸۳ | صحرای بزرگ آفریقا         | دیل               |                   |
| ۱۹۸۹ | برندا استار               | برندا استار       |                   |
| ۱۹۹۶ | آزادراه                   | میمی ولورتون      |                   |
| ۱۹۹۹ | سیاه و سفید               | سم دوناجر         |                   |
| ۱۹۹۹ | عزب                       | باکلی هیل-ویندزور |                   |
| ۲۰۰۸ | لیگ عدالت: جلودارهای جدید | کارول فریس        | صدا؛ فیلم ویدئویی |
| ۲۰۰۸ | قطار گوشت نیمه‌شب          | سوزان هاف         |                   |
| ۲۰۰۹ | هانا مونتانا: فیلم        | سوزان استوارت     | بی‌اعتبار          |
| ۲۰۱۰ | انتقام خزدار              | تمی سندرز         |                   |
| ۲۰۱۰ | اون‌یکی‌ها                  | خودش              |                   |

### تلویزیون
| سال       | عنوان                           | نقش                | یادداشت‌ها            |
| --------- | ------------------------------- | ------------------ | -------------------- |
| ۱۹۹۳      | سیمپسون‌ها                       | خودش (صدا)         | یک قسمت              |
| ۱۹۹۳      | قصه‌هایی از سردابه               | نورما              | یک قسمت              |
| ۱۹۹۵      | هیچ‌چیز جاودانه نیست             | دکتر بف تافت       | مینی سریال تلویزیونی |
| ۱۹۹۶      | فرندز                           | اریکا فورد         | یک قسمت              |
| ۲۰۰۴      | نمایش دهه ۷۰                    | پاملا بورکهارت     | ۷ قسمت               |
| ۲۰۰۶      | نظم و قانون: قصد جنایی          | کلی اسلون-رینز     | یک قسمت              |
| ۲۰۰۶      | جراحی پلاستیک                   | فِیت ولپر           | ۳ قسمت               |
| ۲۰۰۷      | دو مرد و نصفی                   | دانیل استورت       | یک قسمت              |
| ۲۰۰۷      | د بتمن                          | جولی (صدا)         | یک قسمت              |
| ۰۹–۲۰۰۷   | هانا مونتانا                    | سوزان استوارت      | ۳ قسمت               |
| ۲۰۱۹–۲۰۱۴ | آقای پیکلز                      | خانم گودمن (صدا)   | ۱۹ قسمت              |
| ۲۰۱۶      | ملکه‌های جیغ                     | دکتر اسکارلت لاوین | یک قسمت              |
| ۲۰۱۶      | ندای دل                         | شارلوت تورنتون     | ۲ قسمت               |
| ۲۰۱۷      | کلاه شب                         | خودش               | یک قسمت              |
| ۱۸–۲۰۱۷   | نظم و قانون: واحد قربانیان ویژه | شیلا پورتر         | ۵ قسمت               |
| ۱۹–۲۰۱۸   | جین باکره                       | ریور فیلدز         | ۱۴ قسمت (فصل‌های ۴–۵) |
| ۲۰۱۸      | مورفی براون                     | هالی مکین لین      | یک قسمت              |
| ۲۰۲۰      | ۹-۱-۱                           | دکتر کارا سندفورد  | یک قسمت              |